# Lothar Lippa
Lothar Lippa (ur. 1936) – wschodnioniemiecki zapaśnik walczący w stylu wolnym.
Brązowy medalista mistrzostw świata w 1959. Trzeci w Pucharze Świata w 1958 roku.
Mistrz NRD w 1956, 1957, 1958 i 1960 roku.